# Emanuele Orsini
Emanuele Orsini (Sassuolo, 2 agosto 1973) è un imprenditore e dirigente d'azienda italiano, presidente di Confindustria dal 24 maggio 2024.
In precedenza è stato presidente di Federlegno e di Flae; dal 2020 al 2024 vicepresidente di Confindustria con delega al Credito, alla Finanza e al Fisco.
Attualmente è amministratore delegato di Sistem Costruzioni e di Tino Prosciutti, presidente di Maranello Residence.